# Magyar Hírmondó (Magvető Kiadó)
A Magyar Hírmondó – a Magvető Kiadó könyvsorozata (1978–1990).

## Története, célkitűzése
Magyar irodalmi-történelmi-művelődéstörténeti sorozat a Magvető Könyvkiadó (Budapest) gondozásában 1980–1990 között, ISSN 0138-9300. Közvetlen előzménye a szintén Magvető-féle Magyar tallózó (1978-1979), ISSN 0209-6471.
Tematikája roppant széles volt: a régi magyar irodalmon túl felölelte a színháztörténet, orvostörténet, pszichológiatörténet, divattörténet, sajtótörténet, hadtörténet stb. megannyi szegmensét. Fennállása alatt mintegy 68 féle kötetet adott közre (8 Magyar tallózó + 60 Magyar Hírmondó).
„A Magvető Kiadó Magyar Hírmondó sorozata ismeretterjesztő célkitűzéseket magas színvonalon szolgál. A kötetek a régi magyar próza történetéből olyan műveket, összeállításokat közölnek, melyek az ismert klasszikusok művein túl is közfigyelemre érdemesek.”

## Szerkesztői
- 1978-1986: Szalay Károly, Matolcsy Ildikó, Sebestyén Lajos; 1987-1990: Szalay Károly és Sebestyén Lajos.

## A sorozat kötetei

### Magyar tallózó(1978-1979)

#### 1978
- Egy elmebeteg nő naplója. Csáth Géza ismeretlen orvosi tanulmánya (Az elmebetegségek pszichikus mechanizmusa); szöveggond., sajtó alá rend. Szajbély Mihály, előszó Mészöly Miklós; ISBN 963-270-833-4
- Téli éjszakák. Válogatás Faludi Ferenc prózai műveiből;[1] vál., szerk., jegyz., utószó Szörényi László, előszó Rónay György; ISBN 963-270-835-0
- Ne sajnálja a száját kinyitni. Társadalmi szokások a nyelvkönyvek tükrében; sajtó alá rend., szöveggond. Szabó G. Zoltán, előszó Örkény István; ISBN 963-270-853-9
- Szeretők és házastársak; levelek vál., utószó, jegyz. Erdődy Edit; ISBN 963-270-923-3

#### 1979
- Háló. Válogatás Heltai Gáspár műveiből; sajtó alá rend., szöveggond. Kőszeghy Péter; ISBN 963-270-834-2
- A borzasztó torony. Képek a magyar vándorszínészet világából; vál., szerk., jegyz. Kerényi Ferenc; ISBN 963-270-925-X
- A képzelgő lámpagyújtogató. Fordítások Remenyik Zsigmond spanyol nyelvű műveiből / Szélrózsa / A képzelgő lámpagyújtogató három tragédiája / A világ vége jön el, ha meghalok! / Agrella isten ítéletei; vál., szerk. Fogarassy Miklós, előszó, ford. Scholz László, utószó E. Nagy Sándor; ISBN 963-270-944-6
- Az ezredév;[2] szemelvények, képvál., összekötő szöveg, jegyz. Tarr László; ISBN 963-271-087-8

### Magyar Hírmondó(1980-1990)

#### 1980
- Goldziher Ignác: Az iszlám. Tanulmányok a mohamedán vallás történetéből; vál., szerk., bibliográfia, jegyz. Vass Előd; ISBN 963-271-236-6
- Nagy Ignác: Uracsok, arszlánnők. Budapesti életképek. 1840-1848; vál., szerk., utószó Szigethy Gábor; ISBN 963-271-248-X
- Trivulzio szeme. Válogatás Cholnoky Viktor novelláiból; összeáll., sajtó alá rend., jegyz., utószó Fábri Anna; ISBN 963-271-271-4
- A kísértet. Válogatás Cholnoky Viktor publicisztikájából; összeáll., sajtó alá rend., jegyz., utószó Fábri Anna; ISBN 963-271-272-2
- Az átalakulások világáról. Válogatás Herman Ottó természettudományos, nyelvészeti és archeológiai írásaiból; vál., sajtó alá rend., utószó Erdődy Gábor; ISBN 963-271-279-X
- Remenyik Zsigmond szatirikus esszéiből / Nagytakarítás vagy A szellem kötéltánca / Téli gondok / Ismeretlen Voltaire-levelek; sajtó alá rend., utószó E. Nagy Sándor; ISBN 963-271-289-7
- Esopus fabulái Pesti Gábor szerint; vál., szerk., jegyz., utószó Ács Pál; ISBN 963-271-320-6
- Asszonyok és férfiak tüköre. Tanúvallomások a XVII. századbeli Marosvásárhelyről; összeáll., szöveggond., előszó, jegyz. szójegyzék Vigh Károly, ill. Cseh Gusztáv; ISBN 963-271-322-2
- Magyar aranycsinálók. Írások az alkímiáról a felvilágosodás korából; Weszprémi István et al., vál., szerk., jegyz., utószó Torda István, előszó Szőnyi György Endre, ford. Horváth J. József, Weszprémi István orvoséletrajzok ford. Kővári Aladár, Vida Tivadar; ISBN 963-271-329-X

#### 1981
- Régi magyar levelestár. XVI-XVII. század, 1-2.; Tolnai Gábor irányításával vál., sajtó alá rend., bev., jegyz. Hargittay Emil, ford. Heltai János et al.; ISBN 963-271-434-2
- Wesselényi Polixéna: Olaszhoni és schweizi utazás. 1842; sajtó alá rend. Győri János, Jékely Zoltán, utószó, jegyz. Jékely Zoltán; ISBN 963-271-451-2
- Kónyi János: A mindenkor nevető Demokritus (A mindenkor nevető Democritus avagy Okos leleményű furcsa történetek); vál., sajtó alá rend., jegyz., utószó Biró Ferenc; ISBN 963-271-545-4
- György Aladár: Az idő megifjúlt. Válogatott politikai és művelődéspolitikai írások; vál., sajtó alá rend., előszó Simor András, jegyz. Máthé Pál; ISBN 963-271-546-2
- Szakács mesterségnek könyvecskéje.[3] A csáktornyai Zrínyi-udvar XVII. századi kéziratos szakácskönyve és a Tótfalusi Kis Miklós által kiadott kolozsvári szakácskönyv; sajtó alá rend., jegyz., mutató Király Erzsébet, tan. Kovács Sándor Iván; ISBN 963-271-550-0

#### 1982
- Érzelmes históriák. Válogatás a magyar szentimentalizmus korának kedvenc olvasmányaiból / Salomon Gessner: Geszner' Idylliumi; ford. Kazinczy Ferenc / Jean-François Marmontel: Erköltsi mesék, mellyeket frantziából fordított Bárótzi Sándor / Kazinczy Ferenc: Bácsmegyeynek öszve-szedett levelei. Költött történet; vál., szerk., jegyz., utószó Lőkös István; ISBN 963-271-574-8
- A szenvedelmes kertész rácsudálkozásai. Dokumentumok a magyar kertkultúra történetéhez; összeáll., utószó, jegyz. Surányi Dezső; ISBN 963-271-577-2
- Lelki problémák a pszichoanalízis tükrében. Válogatás Ferenczi Sándor tanulmányaiból;[4] összeáll., sajtó alá rend., előszó Linczényi Adorján; ISBN 963-271-613-2
- Az erdélyi régibb és közelebbi vadászatok és vadak. Újfalvi Sándor öreg vadásztól Kolozsvárt 1854ik évben; sajtó alá rend., tan., jegyz. Benkő Samu; ISBN 963-271-689-2
- A magyarok története; ford., jegyz., utószó Blaskovics József, előszó Vass Előd / Mahmud Terdzsüman: Magyarország története Tarih-i Üngürüsz vagyis Üngürüsz története / Az 1740. évi Névtelen: Magyar történet Macar Tarihi vagyis Madzsar Tarihi; ISBN 963-271-719-8
- Eötvös Károly: Balatoni utazás, 1-2.; szerk., utószó, jegyz. Szalay Károly; ISBN 963-271-744-9
- Bod Péter: Magyar Athenas[5] (Bod Péter válogatott művei); vál., sajtó alá rend., jegyz., utószó Torda István; ISBN 963-271-754-6
- Kölcsey Antónia naplója; vál., szöveggond., utószó, jegyz. Gábor Júlia; ISBN 963-271-805-4

#### 1983
- Hatvanhat csúfos gajd. XVI-XVIII. századi magyar csúfolók és gúnyversek; vál., sajtó alá rend., előszó, utószó, jegyz. Hargittay Emil; ISBN 963-14-0019-0
- "Minden doktorságot csak ebből késértek". Szemelvények a XVI-XVIII. század magyar nyelvű orvosi kézikönyveiből; vál., olvasatok, névmagyarázatok, utószó Szlatky Mária, jegyz. Rádóczy Gyula; ISBN 963-14-0027-1
- Műferdítések és poétai rugamok. XIX. századi élclapjaink paródiái és travesztái; vál., sajtó alá rend., utószó, jegyz. Buzinkay Géza; ISBN 963-14-0057-3
- Egy jeles vad-kert avagy Az oktalan állatoknak historiája. Miskolczi Gáspár által;[6] vál., sajtó alá rend., utószó Stirling János; ISBN 963-14-0065-4
- Riadj magyar! 1848-1849 fametszetes ponyvái, csatakrónikái; összeáll., szerk., szöveggond., utószó, jegyz. Pogány Péter; ISBN 963-271-869-0
- Elmét vidító elegy-belegy dolgok. Rövidebb és hosszabb csípős históriák melyeket a győri magyar kalendáriom 1749-1849 éveiből közrebocsát Szilágyi Ferenc; ISBN 963-271-919-0
- Virág Benedek: Magyar századok; vál., sajtó alá rend., utószó Mezei Márta, jegyz., latin ford. Wimmer Éva; ISBN 963-271-922-0

#### 1984
- Károlyi Gáspár, a gönci prédikátor / Két könyv. Minden országoknak és királyoknak jó és gonosz szerencséjeknek okairul és micsoda jelenségekből esmerhetjük meg, hogy az Istennek ítéleti közel vagyon; vál., sajtó alá rend., utószó, jegyz. Szabó András; ISBN 963-14-0112-X
- Pápai Páriz Ferenc: Pax corporis;[7] sajtó alá rend., utószó, jegyz. Szablyár Ferenc; ISBN 963-14-0140-5
- Kiss Károly: Magyar alvitézek hőstettei az újabb üdőszakban; szerk., vál., utószó, jegyz. Juhász István; ISBN 963-14-0154-5
- A bűvös tükör. Válogatás Róheim Géza tanulmányaiból; vál., sajtó alá rend., utószó, jegyz. Verebélyi Kincső; ISBN 963-14-0160-X
- Tóth Péter: Napló, 1836-1842; szöveggond., jegyz., utószó Szegedy-Maszák Mihály; ISBN 963-14-0163-4
- Ludwig von Höhnel: Teleki Sámuel gróf felfedező útja Kelet-Afrika egyenlítői vidékein 1887-1888-ban, 1-2. Leírta kísérője, Höhnel Lajos;[8] sajtó alá rend., utószó Véber Károly; ISBN 963-14-0181-2
- Mátray Gábor: A muzsikának közönséges története és egyéb írások; vál., sajtó alá rend., jegyz. Gábry György, tan. Várnai Péter: Egy magyar muzsikus a reformkorban; ISBN 963-14-0308-4
- Hermann Imre: Az ember ősi ösztönei; sajtó alá rend., bővítések franciából ford. V. Binét Ágnes, utószó Nemes Lívia; 2. bőv. kiad.; ISBN 963-271-931-X

#### 1985
- Ignotus: Emma asszony levelei. Egy nőimitátor a nőemancipációért; összeáll., bev., jegyz. Kardos Péter; ISBN 963-14-0355-6
- Karácsony Sándor: A magyar észjárás; sajtó alá rend., utószó, jegyz. Lendvai L. Ferenc; 2. jav., bőv. kiad.; ISBN 963-14-0361-0
- Hazai Tudósítások; vál., szerk., előszó, jegyz. S. Varga Katalin; ISBN 963-14-0389-0
- Tudományos Gyűjtemény, 1817-1841, 1-2.; vál., szerk., jegyz., utószó Juhász István; ISBN 963-14-0390-4
- Gróf Széchenyi István intelmei Béla fiához;[9] összeáll., szöveggond., utószó, jegyz. Fenyő Ervin, bev. Szigethy Gábor, ford. Kovács Ilona, Soltész Gáspár, Váradi József; ISBN 963-14-0436-6
- Verancsics Faustus Machinae novae és más művei; vál., sajtó alá rend., utószó, jegyz. S. Varga Katalin, ford. S. Varga Katalin, Zsámboki Zoltán; ISBN 963-14-0439-0
- A néma barát megszólal. Válogatás a Karthauzi Névtelen beszédeiből; vál., szöveggond., sajtó alá rend., utószó, jegyz. Madas Edit; ISBN 963-14-0574-5

#### 1986
- Pulszky Terézia: Egy magyar hölgy emlékiratai (Memoirs of a Hungarian lady); ford. Hortobágyi Tibor, sajtó alá rend., utószó, jegyz. Egyed Ilona; ISBN 963-14-0583-4
- Vay Sarolta: Régi magyar társasélet; vál., szerk., jegyz., utószó Steinert Ágota; ISBN 963-14-0589-3
- Ódon Erdély. Művelődéstörténeti tanulmányok, 1-2.; vál., sajtó alá rend., szerk., előszó, jegyz. Sas Péter, utószó Niederhauser Emil; ISBN 963-14-0625-3
- Hasznos tudnivalók. Gyűjtögette Fáy András, összegyűjtötte Vajda Ferencz / Hasznos házi jegyzetek / Hasznos tudnivalók innen-onnan; szerk., utószó, jegyz. Juhász István; ISBN 963-14-0642-3
- A pesti művelt társalgó. Szerzé egy pesti arszlán; sajtó alá rend., utószó, jegyz. Szablyár Ferenc; ISBN 963-14-0684-9
- Jeney Lajos Mihály: A portyázó, avagy A kisháború sikerrel való megvívásának mestersége korunk géniusza szerint. Hága, 1759; vál., szerk., ford., bev., jegyz. Zachar József; ISBN 963-14-0874-4
- Magyar Erato; vál., sajtó alá rend., utószó, jegyz. Réz Pál, ill. Gyulai Líviusz; ISBN 963-14-0885-X

#### 1987
- Kincses Kolozsvár, 1-2.; vál., szerk., sajtó alá rend., utószó Bálint István János; ISBN 963-14-0950-3
- Franczia tűkör. Válogatás a 19. század magyar vonatkozású francia irodalmából; összeáll., szerk., előszó, utószó, jegyz. Bajomi Lázár Endre, ford. Ágai Adolf et al.; ISBN 963-14-1018-8
- Leopold Lajos: A presztízs;[10] sajtó alá rend., jegyz., bibliográfia, utószó E. Bártfai László; ISBN 963-14-1117-6

#### 1988
- Régi magyar öltözködés. Viseletek dokumentumok és források tükrében; összeáll., bev., jegyz., viselettörténeti lexikon Benyóné Mojzsis Dóra, fotó Benyó Tibor, ill., Bánó Attila; ISBN 963-14-1092-7
- Szepességi avagy lőcsei krónika és évkönyv a kedves utókor számára; összeáll. Hain Gáspár, szerk., jegyz., utószó Véber Károly; ISBN 963-14-1158-3
- Mokány Berczi és Spitzig Itzig, Göre Gábor mög a többiek... A magyar társadalom figurái az élclapokban 1860 és 1918 között; vál., szöveggond., utószó, jegyz. Buzinkay Géza; ISBN 963-14-1319-5

#### 1989
- Külömb-külömb féle jó és rossz szagú virágokkal tellyes kert. Pasquillusok a XVII-XVIII. századból; vál., szerk., utószó, jegyz. Lőkös István; ISBN 963-14-1386-1
- A jó egészség megtartásának módjáról. Szemelvények Mátyus István Diaetetica valamint Ó és új diaetetica című műveiből; vál., utószó, jegyz. Szlatky Mária; ISBN 963-14-1490-6

#### 1990
- Rákóczi László naplója; szerk., jegyz. Horn Ildikó, utószó R. Várkonyi Ágnes; ISBN 963-14-1504-X